# Strălucire (film)
Shine este un film australian din 1996 inspirat din viața pianistului David Helfgott, care a suferit o cădere mentală și a petrecut ani de zile în instituții psihiatrice. Rolurile principale sunt interpretate de Geoffrey Rush, Lynn Redgrave, Armin Mueller-Stahl, Noah Taylor, John Gielgud, Googie Withers, Justin Braine, Sonia Todd, Nicolae Bell, Chris Haywood și Alex Rafalowicz. Scenariul a fost scris de Jan Sardi, filmul fiind regizat de Scott Hicks. Gradul în care intriga filmului reflectă povestea adevărată a vieții lui Helfgott este disputată. Filmul a avut premiera americană la Festivalul de Film Sundance. Geoffrey Rush a primit Premiul Oscar pentru cel mai bun actor în 1997 pentru interpretarea sa în rolul principal.

## Rezumat
Un om (Geoffrey Rush) rătăcește pe stradă pe o furtună mare găsind drumul către un restaurant. Proprietara restaurantului încearcă să afle dacă rătăcitul are nevoie de ajutor. În ciuda faptului că modul său maniacal de discurs este dificil de înțeles, ea află că numele său este David Helfgott și stă la un hotel local. Ea îl readuce la hotel și, în ciuda încercărilor sale de a o impresiona cu cunoștințele sale muzicale, ea pleacă.
Pe când era copil, David (interpretat de Alex Rafalowicz) a concurat la un concurs local de muzică. Helfgott a fost învățat să cânte la pian de către tatăl său, Peter (interpretat de Armin Mueller-Stahl), un om obsedat de câștig și care nu tolera eșecul sau nesupunerea. David este observat de dl. Rosen, un pianist local, care, după un conflict inițial cu Peter, preia instruirea muzicală a lui David.
Ca adolescent, David (interpretat de Noah Taylor) a câștigat concursul muzical al statului și a fost invitat să studieze în America. Deși s-au făcut planuri pentru strângerea de bani pentru a-l trimite pe David și familia sa îl susține inițial, Peter îi interzice în cele din urmă lui David să plece și-l abuzează, gândindu-se că plecarea lui David va distruge familia. Zdrobit, David continuă să studieze și se împrietenește cu romanciera locală și cofondatoare a Partidului Comunist din Australia, Katharine Susannah Prichard (Googie Withers). Talentul lui David crește până când i se oferă o bursă la Royal College of Music din Londra. Tatăl lui David îi interzice, din nou, să meargă, dar cu încurajarea Katharinei, David pleacă. La Londra, David intră într-o competiție Concerto, alegând să cânte Concertul nr. 3 al lui Rahmaninov, o piesă pe care a încercat să o învețe pe când era copil pentru a-l face mândru pe tatăl său. Pe măsură ce exersează, David devine din ce în ce mai maniac în comportament. David câștigă concursul, dar suferă o cădere mentală și este internat într-un spital de boli psihice, unde primește terapie cu șocuri electrice.
David își revine și se întoarce în Australia, dar este încă respins de tatăl său. Căderea psihică a lui David recidivează și el este internat din nou într-un spital de boli mintale. După câțiva ani, o voluntară de la instituția medicală îl recunoaște pe David și îi cunoaște talentul său muzical. Ea îl ia acasă, dar descoperă că el este dificil de controlat, distructiv în mod neintenționat și are nevoie de mai multă îngrijire decât îi poate ea oferi. Ea îl lasă la hotelul de la începutul filmului. David are dificultăți de adaptare la viața din afara instituție, și de multe ori rătăcește departe de hotel. David se rătăcește la restaurantul din apropiere.
A doua zi, David se întoarce la restaurant, iar patronii sunt uimiți de talentul său de a cânta la pian. Unul dintre proprietari se împrietenește cu David și are grijă de el. În schimb, David cântă la pian în restaurant. Prin intermediul proprietarei, David îi este prezentat lui Gillian (Lynn Redgrave). David și Gillian se îndrăgostesc și se căsătoresc. Cu ajutorul și sprijinul moral al lui Gillian, David este capabil să se împace cu moartea tatălui său și să organizeze un concert de revenire prevestind întoarcerea sa în domeniul muzicii.

## Distribuție
- Geoffrey Rush - David Helfgott
- Armin Mueller-Stahl - Peter Helfgott
- John Gielgud - Cecil Parkes
- Lynn Redgrave - Gillian
- Noah Taylor - David Helfgott (adolescent)
- Sonia Todd - Sylvia
- Googie Withers - Katharine Susannah Prichard
- Nicholas Bell - Ben Rosen
- Chris Haywood - Sam
- Marta Kaczmarek - Rachel
- Alex Rafalowicz - David copil
- Justin Braine - Tony
- Randall Berger - Isaac Stern

## Producție
Geoffrey Rush a luat lecții intensive de interpretare muzicală la pian.

## Premii
Shine a obținut Premiul Oscar pentru cel mai bun actor (Geoffrey Rush) și a fost nominalizat la categoriile cel mai bun actor în rol secundar (Armin Mueller-Stahl), cel mai bun regizor, cel mai bun montaj, cea mai bună melodie originală, cel mai bun film and cel mai bun scenariu original.
El a câștigat un premiu BAFTA și Premiul Globul de Aur pentru "cel mai bun actor". AFI i-a oferit o recunoaștere semnificativă cu un total de nouă nominalizări. În mod interesant, mai multe academii au nominalizat mai mulți actori din film pentru atribuirea premiilor pentru "cel mai bun actor în rol secundar". Pentru Premiul Oscar a fost nominalizat Mueller-Stahl (el a câștigat, de asemenea, premiul AFI pentru cel mai bun actor in rol secundar), dar la premiile BAFTA și Screen Actors Guild au fost nominalizați  John Gielgud și Noah Taylor (adolescentul David Helfgott) pentru cel mai bun actor în rol secundar.

## Coloană sonoră
1. "With a Girl Like You" (Reg Presley) - The Troggs
2. "Why do They Doubt Our Love" scris & interpretate de Johnny O'Keefe
3. "Sleep Walk" (Santo, Johnny & Ann Farina) - Santo & Johnny
4. Polonaise in A flat major, Op. 53 (Frédéric Chopin) - Ricky Edwards
5. "Fast zu Ernst" - Scenes from Childhood, Op. 15 (Robert Schumann) - Wilhelm Kempff
6. La Campanella (Franz Liszt) - David Helfgott
7. Hungarian Rhapsody No. 2 in C sharp minor (Liszt) - David Helfgott
8. "The Flight of the Bumble Bee" (Nikolai Rimsky-Korsakov) - David Helfgott
9. Gloria, RV 589 (Antonio Vivaldi)
10. "Un sospiro" (Liszt) - David Helfgott
11. "Nulla in mundo pax sincera" Vivaldi - Jane Edwards (vocal), Geoffrey Lancaster (harpsichord), Gerald Keuneman (cello)
12. "Daisy Bell" (Harry Dacre) - Ricky Edwards
13. "Funiculi, Funicula" (Luigi Denza)
14. Piano Concerto No. 3 in D minor, Op. 30 (Serghei Rahmaninov) - David Helfgott
15. Prelude in C sharp minor, Op. 3, No. 2 (Rahmaninov) - David Helfgott
16. Symphony No. 9 in D minor, Op. 125 (Ludwig van Beethoven)
17. Sonata No. 23 in F minor, "Appassionata", Op. 57 (Beethoven) - Ricky Edwards
18. Prelude in D flat major, "Raindrop", Op. 28, No. 15 (Chopin)

## Box office
Shine a obținut încasări totale de 10.187.418 $ în cinematografele din Australia.

## Vezi și
- Listă de filme dramatice din anii 1990